# Fatty's Magic Pants
Fatty's Magic Pants er en amerikansk stumfilm fra 1914 instrueret af Roscoe "Fatty" Arbuckle, der også spiller filmens hovedrolle.

## Medvirkende
- Roscoe Arbuckles som Fatty
- Minta Durfee
- Harry McCoy
- Alice Davenport
- Phyllis Allen